# 신은철 (조정 선수)
신은철(申恩澈, 1987년 7월 4일 - )은 대한민국의 조정 선수이다.  2006년 아시안 게임 남자부 싱글 스컬 경기에 인도의 바즈랑 랄 타하르를 1.39초 차이로 따돌리고 우승해 한국 조정 사상 최초로 금메달을 땄다.  
신은철은 2003년 서울체고에 입학하면서 조정을 시작해, 이듬해 처음으로 국가대표 상비군으로 선발되었다. 